# 分子力场
分子力场根据量子力学的波恩-奥本海默近似，一个分子的能量可以近似看作构成分子的各个原子的空间坐标的函数，简单地讲就是分子的能量随分子构型的变化而变化，而描述这种分子能量和分子结构之间关系的就是分子力场函数。分子力场函数为来自实验结果的经验公式，可以讲对分子能量的模拟比较粗糙，但是相比于精确的量子力学从头计算方法，分子力场方法的计算量要小数十倍，而且在适当的范围内，分子力场方法的计算精度与量子化学计算相差无几，因此对大分子复杂体系而言，分子力场方法是一套行之有效的方法。以分子力场为基础的分子力学计算方法在分子动力学、蒙特卡罗方法、分子对接等分子模拟方法中有着广泛的应用。

## 构成
一般而言，分子力场函数由以下几个部分构成：
- 键伸缩能：构成分子的各个化学键在键轴方向上的伸缩运动所引起的能量变化
- 键角弯曲能：键角变化引起的分子能量变化
- 二面角扭曲能：单键旋转引起分子骨架扭曲所产生的能量变化
- 非键相互作用：包括范德华力、静电相互作用等与能量有关的非键相互作用
- 交叉能量项：上述作用之间耦合引起的能量变化

构成一套力场函数体系需要有一套联系分子能量和构型的函数，还需要给出各种不同原子在不同成键状况下的物理参数，比如正常的键长、键角、二面角等，这些力场参数多来自实验或者量子化学计算。

## 常用力场函数和分类
不同的分子力场会选取不同的函数形式来描述上述能量与体系构型之间的关系。到目前，不同的科研团队设计了很多适用于不同体系的力场函数，根据他们选择的函数和力场参数，可以分为以下几类
- 传统力场
  - AMBER力场：由Kollman课题组开发的力场，是目前使用比较广泛的一种力场，适合处理生物大分子。
  - CHARMM力场：由Karplus课题组开发，对小分子体系到溶剂化的大分子体系都有很好的拟合。
  - CVFF力场：CVFF力场是一个可以用于无机体系计算的力场
  - MMX力场：MMX力场包括MM2和MM3，是目前应用最为广泛的一种力场，主要针对有机小分子
- 第二代力场
第二代的势能函数形式比传统力场要更加复杂，涉及的力场参数更多，计算量也更大，当然也相应地更加准确。
  - CFF力场CFF力场是一个力场家族，包括了CFF91、PCFF、CFF95等很多力场，可以进行从有机小分子、生物大分子到分子筛等诸多体系的计算
  - COMPASS力场由MSI公司开发的力场，擅长进行高分子体系的计算
  - MMFF94力场Hagler开发的力场，是目前最准确的力场之一
- 通用力场
通用力场也叫基于规则的力场，它所应用的力场参数是基于原子性质计算所得，用户可以通过自主设定一系列分子作为训练集来生成合用的力场参数
  - ESFF力场MSI公司开发的力场，可以进行有机、无机分子的计算
  - UFF力场可以计算周期表上所有元素的参数
  - Dreiding力场适用于有机小分子、大分子、主族元素的计算
- 反应力场
  - 是一种基于键级的分子力场，常用于分子动力学模拟
  - 传统力场因不能满足断裂和形成键的要求而不能模拟化学反应，因而ReaxFF避开了显式的键并基于键级，从而允许连续的键的形成或断裂